# Capsulia tianmushana
Espèce
Synonymes
- Centromerus tianmushanus Chen & Song, 1987

Capsulia tianmushana est une espèce d'araignées aranéomorphes de la famille des Linyphiidae.

## Distribution
Cette espèce est endémique de Chine. Elle se rencontre au Zhejiang, au Hunan et au Hubei.

## Description
Les femelles mesurent de 1,61 à 2,02 mm et le mâle paratype 1,97 mm.
Le mâle décrit par Saaristo, Tu et Li en 2006 mesure 1,94 mm et la femelle 2,07 mm.

## Systématique et taxinomie
Cette espèce a été décrite sous le protonyme Centromerus tianmushanus par Chen et Song en 1987. Elle est placée dans le genre Capsulia par Saaristo, Tu et Li en 2006.

## Étymologie
Son nom d'espèce lui a été donné en référence au lieu de sa découverte, le Tianmushan.

## Publication originale
- Chen & Song, 1987 : « A new species of Centromerus from China (Araneae: Linyphiidae). » Acta Zootaxonomica Sinica, vol. 12, p. 136-138.